# Lifeline (Anastacia)
Lifeline è un singolo della cantante statunitense Anastacia, il terzo estratto dal sesto album in studio Resurrection e pubblicato per il 5 settembre 2014 per il solo mercato italiano.

## Pubblicazione
Il 28 ottobre 2014 il brano è stato ripubblicato in una nuova versione in lingua italo-inglese, intitolata Lifeline/Luce per sempre e realizzata in duetto con il cantante dei Modà Kekko Silvestre. Riguardo alla collaborazione, Silvestre ha commentato:

## Video musicale
Il videoclip è stato realizzato per accompagnare la versione del singolo cantata in coppia con Kekko Silvestre, Lifeline/Luce per sempre. Esso è stato girato durante la quinta data del Resurrection Tour, tenutasi a Milano il 27 ottobre 2014. Nel video Anastacia e Kekko cantano il brano sul palco del Fabrique, circondati dai fan di Anastacia accorsi ad assistere al concerto.

## Tracce
Download digitale – 1ª versione
1. Lifeline (Radio Edit) – 3:30

Download digitale – 2ª versione
1. Lifeline/Luce per Sempre (feat. Kekko) – 4:06
2. Lifeline – 4:02

## Formazione
Musicisti
- Anastacia – voce
- Jamie Hartman – pianoforte, chitarra elettrica e acustica, tastiera, basso, programmazione della batteria, sintetizzatore, arrangiamento strumenti ad arco, cori

Produzione
- Jamie Hartman – produzione
- Al Clay – missaggio
- Pat Sullivan – mastering